# Blattellakinon
A blattellakinon az izovaleriánsav (3-metil-butánsav) észtere.
A német csótány (Blattella germanica) szex-feromonja. A nőstények választják ki, hogy magukhoz vonzzák a hímeket.

## Története
1993 előtt a biokémikusok nem fordítottak figyelmet a vegyületre, mert azt gondolták, hogy a csótányok olyan tömegben élnek, hogy a hímek feromon nélkül is megtalálják a nőstényeket.
A vegyület kémiai szerkezetének megállapítása tíz évig tartott. Körülbelül ötezer nőstény csótánytól gyűjtötték össze a szükséges 5 μg-nyi anyagot, melynek vizsgálatához speciális gázkromatográfot használtak.

## Jelentősége
A vegyület szintetikus előállítása lehetővé fogja tenni a német csótányok feromoncsapdákkal történő irtását. 2005 óta ezen dolgoznak a kutatók.
A német csótány a név ellenére az egész világon elterjed éttermekben és lakásokban. Betegségeket terjeszt és allergiás reakciókat okoz. A belvárosi gyerekek asztmájának a legfőbb okozója.